# George Antheil
George Charles Antheil eigentlich Georg Johann Carl Antheil (* 8. Juli 1900 in Trenton, New Jersey; † 12. Februar 1959 in New York City) war ein US-amerikanischer Komponist und Pianist.

## Ausbildung und erste Erfolge
1900 in Trenton (New Jersey) als Sohn deutscher Einwanderer geboren, erhielt Antheil ab 1913 Musiktheorie- und Kompositionsunterricht bei Constantin von Sternberg in Philadelphia, von 1919 bis 1921 bei Ernest Bloch in New York.
Klavier hatte er seit dem sechsten Lebensjahr gelernt, später bei George Frederick Boyle an der Curtis Settlement School. 1922 ging Antheil mit einem Stipendium nach Berlin, um als Pianist eigener und zeitgenössischer Werke (unter anderem von Arnold Schönberg und Igor Strawinsky) Karriere zu machen. Bald darauf widmete er sich aber hauptsächlich der Komposition. Seine Stücke waren perkussiv, dissonant und stark rhythmisch geprägt.
Im Juni 1923 siedelte Antheil nach Paris um, wo er schon bald mit bedeutenden Künstlern wie Erik Satie, Jean Cocteau, Ernest Hemingway, James Joyce, Ezra Pound, Pablo Picasso, Olga Rudge und anderen verkehrte. In dieser Zeit lernte er auch Hermann von Wedderkop in der Buchhandlung Shakespeare & Company von Sylvia Beach kennen. In der irrigen Annahme, Antheil sei ein Literat, bat Wedderkop ihn in seiner Rolle als Herausgeber der Zeitschrift Der Querschnitt, sein Pariser Vertreter zu werden. Zahlreiche Konzertreisen führten ihn durch Europa. Er wurde außerdem Mitglied von De Stijl.

## DasBallet mécanique– Skandalerfolg in Paris
1924 begann Antheil zusammen mit Fernand Léger und Dudley Murphy mit dem Projekt Ballet Mécanique. Léger und Murphy schufen einen der ersten abstrakten Filme, den Antheils Musik mit sechzehn Player-Pianos (mechanischen Klavieren) begleiten sollte. Allerdings konnten die Klaviere weder untereinander noch mit dem Film synchronisiert werden, weshalb Film (je nach Version 16 bzw. 19 Minuten Länge) und Musik (30 Minuten Länge) zwei eigenständige Werke wurden. Antheil ließ daraufhin extra Klavierrollen für ein Player-Piano herstellen, das er durch acht Klaviere, vier Xylophone, zwei elektrische Klingeln, zwei Flugzeugpropeller, Tamtam, vier große Trommeln und Sirenen ergänzte. Die Pariser Premiere unter Vladimir Golschmann am 19. Juni 1926 kann als (Skandal-)Erfolg gewertet werden, hingegen wurde die Aufführung in New York City 1927 unter Eugène Goossens eines der größten Desaster, deren man sich in New York erinnerte.
Für die Deutsche Kammermusik Baden-Baden 1927 arrangierte Antheil den I. Teil des Ballett mécanique für Welte-Mignon, es kam dort am 16. Juli 1927 zur Aufführung.
1952/53 überarbeitete Antheil das Werk nochmals, indem er Repetitionstakte, die ursprünglich zur Synchronisation des Films gedacht waren, herausstrich, was die Spieldauer fast halbierte.
Des Weiteren verkleinerte er die Besetzung: das Player-Piano fehlt ganz, aus den acht Klavieren wurden vier, ebenso reduzierten sich die Zahl der Xylophone von vier auf zwei etc. Der Grundcharakter blieb aber erhalten, das Werk wurde seinen Angaben zufolge nur „präziser“. Bei der Uraufführung 1954 an der Columbia University gab es keinerlei Tumulte mehr, dreiminütige Ovationen zwangen den "Bad Boy" zu zahlreichen Verbeugungen vor dem Publikum. Um Antheils ursprüngliche Intentionen der Komposition zu berücksichtigen, fanden in den letzten Jahren mehrere Aufführungen der Urfassung statt, zunächst in den USA, eine weitere Aufführung mit sechzehn Player Pianos fand 2002 in Essen statt.
Das Ballet mécanique blieb die bekannteste Komposition George Antheils, obwohl er bis zu seinem Lebensende sehr produktiv war. So schrieb er unter anderem mehrere Opern, sechs Sinfonien, Solokonzerte, Kammermusik, Lieder und Klaviermusik.

## Zurück in den USA – die Erfindung
1936 übersiedelte Antheil nach Los Angeles und machte 1945 mit der Skandal-Biografie Bad Boy of Music, die wegen ihres Unterhaltungswertes ein Bestseller wurde, noch einmal auf sich aufmerksam. Ansonsten komponierte er viel Filmmusik, schrieb Illustriertenartikel und einen Kriminalroman und meldete eine Funkfernsteuerung für Torpedos zum Patent an, die er zusammen mit der Filmschauspielerin Hedy Lamarr in abendlichen Sitzungen entwickelt hatte, um die 16 Pianolas für den Film zu synchronisieren. Dafür nutzten sie das Frequenzsprungverfahren, eine Methode, die heute in Bluetooth verwendet wird, teilweise auch in der Mobilfunk-Technik (GSM) und bei drahtlosen Netzen in der einfachsten Version vom Industriestandard IEEE 802.11.
Von dem polnisch-amerikanischen Dirigenten Leopold Stokowski angeregt, komponierte er ab 1940 auch wieder vermehrt eigenständige Musikwerke. Für den Filmproduzenten und -Regisseur Stanley Kramer komponierte Antheil eine Reihe teils bedeutender Filmmusiken. Dazu zählen The Sniper (1952), The Juggler (1953), Not as a Stranger (1955) und zuletzt Stolz und Leidenschaft (1957). Der Drehbuchautor, Filmproduzent und Regisseur Ben Hecht verpflichtete Antheil schon ab Mitte der dreißiger Jahre regelmäßig für seine Filme, so für The Scoundrel (1935), Once in a Blue Moon (1935), Angels Over Broadway (1940), Specter of the Rose (1946) und Actor's and Sin (1952). Außerdem komponierte er Musik für Nicholas Rays Filme Knock on Any Door (1949) und Ein einsamer Ort (1950) sowie für Fritz Langs House by the River (1950). Cecil B. DeMille engagierte Antheil für zwei seiner früheren Filmepen The Plainsman (1936) und The Buccaneer (1938).
Antheil starb 1959 an den Folgen eines Herzanfalls. Er war ein starker Raucher und achtete nicht auf seine Gesundheit. Bis zu seinem Tod komponierte er. Bei ihm studierten Henry Brant und Benjamin Lees. Er hatte zwei Söhne, Peter und Chris Beaumont, letzterer aus einer außerehelichen Beziehung.
Umfangreiche Teile von Antheils Werk befinden sich in der Music Division der New York Public Library for the Performing Arts im Lincoln Center, in der Princeton University, Columbia University, in der UCLA sowie in der Stanford University.

## Sonstiges
Mag George Antheil auch heutzutage etwas in Vergessenheit geraten sein, im Paris der 1920er Jahre war sein Name in aller Munde – begierig wartete man auf den nächsten Skandal. Seine Konzerte endeten nicht selten mit Tumulten, die fast in Saalschlachten ausarteten, weshalb ihn, nach eigener Schilderung, die Vorstellung beruhigte, sich notfalls mit der während des Konzertes im Schulterhalfter getragenen Pistole den Fluchtweg freischießen zu können. Überhaupt war Antheil, der durch die Veröffentlichung seiner Memoiren die ohnehin zahlreichen Anekdoten noch vermehrte, eine schillernde Persönlichkeit, wobei die Grenze zwischen Dichtung und Wahrheit nicht immer genau auszumachen ist.

## Werke

### Kammermusik
- Fireworks and the Profane Waltzes (1919/21)
- Second Sonata "The Airplane" (1921/22)
- Sonate Sauvage (1922/23)
- Third Piano Sonata "Death of Machines" (1923)
- Fourth Sonata for Pianoforte – Jazz Sonata (1923)
- Sixth Piano Sonata "Woman Sonata" (1923)
- Violin Sonata No.1 für Olga Rudge (1923)
- Second Sonata for Violin with Accompaniment of Piano and Drums (1923)
- Third Sonata for Violin and Piano (1924)
- String Quartet No.1 (1924/25)
- Second String Quartet (1927/43)
- Sonatina für Radio (1929)
- Six Little Pieces for String Quartet (1931)
- La Femme 100 Têtes (1932/33)
- Six Songs (1933)
- Sonatina for Violin and Piano (1945)
- Violin Sonata No.4 (1947/48)
- Sonate No.4 "To Virgil Thomson" (1948)
- Third String Quartet (1948)
- Sonata for Trumpet and Piano (1951)
- Sonata for Flute and Piano (1951)
- Modern Sounds for Small Hands for Piano (1956)

### Werke mit Orchester
- First Concerto for Piano and Orchestra (1919/23)
- Symphony No. 1 "Zingareska" (1920–22, rev. 1923)
- A Jazz Symphony (1923/25)
- Ballet mécanique (1924 Originalfassung, 1953 reduzierte Fassung)
- Piano Concerto No.2 (1926/27)
- Second Symphony (1931/38)
- Archipelago Rhumba für Orchester (1933/35)
- Dreams  Ballettmusik für Orchester (1934/35)
- Symphony No. 3  – American (1935/39)
- Fourth Symphony "1942" (1942)
- Violin Concerto (1946)
- Fifth Symphony "Joyous" (1948)
- Sixth Symphony "after Delacroix" (1948)
- McKonkey's Ferry – A Concert Ouverture für Orchester (1946)
- Capital of the World  Ballettmusik nach Hemingway (1952)

### Opern
- Flight Oper in einem Akt (1927)
- Transatlantic (The People's Choice) Oper in drei Akten (1928/30)
- Helen Retires. A Grand Opera in Three Acts (1930/31)
- The Brothers. A One Act Opera (in three scenes) (1948/54)
- Volpone. A Satire in Music in Three Acts (1949/52)
- The Wish Oper in einem Akt (1954)
- Venus in Africa Oper in einem Akt (1954)

### Filmografie
- 1924: Ballet mécanique
- 1935: Ein charmanter Schurke (The Scoundrel)
- 1935: Once in a Blue Moon
- 1936: Der Held der Prärie (The Plainsman)
- 1937: Kein Platz für Eltern (Make Way for Tomorrow)
- 1938: Der Freibeuter von Louisiana (The Buccaneer)
- 1940: Angels Over Broadway
- 1946: Karten, Kugeln, Banditen (Plainsman and the Lady)
- 1946: Specter of the Rose
- 1948: Wir waren uns fremd (We Were Strangers)
- 1949: Vor verschlossenen Türen (Knock on Any Door)
- 1949: In letzter Sekunde (The Fighting Kentuckian)
- 1949: Das Todeshaus am Fluß (House by the River)
- 1949: Tokio-Joe (Tokyo Joe)
- 1950: Ein einsamer Ort (In a Lonely Place)
- 1952: Der unsichtbare Schütze (The Sniper)
- 1952: Actors and Sin
- 1953: Der Gehetzte (The Juggler)
- 1955: … und nicht als ein Fremder (Not as a Stranger)
- 1955: Dementia
- 1957: Stolz und Leidenschaft (The Pride and the Passion)
- 1959: The Twentieth Century (Anfangs- und Schlusstitel der TV-Serie)

## Schriften
- Death In the Dark, ein Kriminalroman herausgegeben von T. S. Eliot (1930) (englisch)
- Everyman His Own Detective: A Study of Glandular Criminology, New York City: Stackpole Sons (1937) (englisch)
- The Shape of the War to Come (1940) (englisch, ein Pamphlet)
- Bad Boy of Music, Garden City, New York: Doubleday (1945) (englisch, zahlreiche Neuauflagen und Übersetzungen in diverse Sprachen)